# 53-й армейский корпус (вермахт)
53-й армейский корпус (нем. LIII. Armeekorps) — оперативно-тактическое объединение сухопутных войск нацистской Германии. Сформирован 15 февраля 1941 года.

## Боевой путь
С 22 июня 1941 года — участие в германо-советской войне, в составе группы армий «Центр». Бои в Белоруссии.

### Битва за Москву
С 3 по 13 ноября в ходе боёв в районе Тёплое немецкий 53-й армейский корпус, при поддержке танковой бригады Эбербаха, отбросил советские войска обратно к Ефремову, захватив при этом более 3000 пленных и значительное количество орудий.
В 1942 году — бои на Орловском направлении.
В 1943 году — отступление в Белоруссию.
В 1944 году — бои в Белоруссии. В конце июня 1944 — корпус уничтожен в ходе операции «Багратион», в районе Витебска.
Корпус вновь сформирован 11 ноября 1944 года, с декабря 1944 — на Западном фронте.
В 1945 году — бои на западе Германии. 15 апреля 1945 — остатки корпуса взяты в американский плен.

## Состав корпуса
В августе 1941:
- 52-я пехотная дивизия
- 252-я пехотная дивизия

В июне 1942:
- 25-я пехотная дивизия
- 56-я пехотная дивизия
- 112-я пехотная дивизия
- 134-я пехотная дивизия
- 296-я пехотная дивизия

В октябре 1943:
- 246-я пехотная дивизия
- 256-я пехотная дивизия

В июне 1944:
- 206-я пехотная дивизия
- 246-я пехотная дивизия
- 4-я авиаполевая дивизия
- 6-я авиаполевая дивизия

В марте 1945:
- 167-я пехотная дивизия народного ополчения
- 340-я пехотная дивизия народного ополчения

## Командующие корпусом
- С 15 февраля 1941 — генерал пехоты Карл Вайзенбергер
- С 1 декабря 1941 — генерал пехоты Вальтер Фишер фон Вайкершталь
- С 15 января 1942 — генерал пехоты Хайнрих Клёсснер
- С 22 июня 1943 — генерал пехоты Фридрих Гольвицер (26 июня 1944 взят в советский плен)

Второе формирование:
- С 11 ноября 1944 — генерал кавалерии Эдвин граф фон Роткирх унд Трах (6 марта 1945 взят в американский плен)
- С 24 марта 1945 — генерал-лейтенант Фриц Байерлайн (15 апреля 1945 взят в американский плен)